# Illinoia richardsi
Illinoia richardsi är en insektsart som först beskrevs av Macgillivray 1958.  Illinoia richardsi ingår i släktet Illinoia och familjen långrörsbladlöss.

## Underarter
Arten delas in i följande underarter:
- I. r. richardsi
- I. r. pacifica